# Willigis
Willigis (séc. X - 23 de fevereiro de 1011) foi um arcebispo de Mogúncia na época do Sacro Império Romano Germânico. É também considerado santo pela Igreja Católica. Seu dia consagrado é o de sua morte, 23 de fevereiro, ou o 18 de abril.

## Vida e obra
Apesar de sua origem humilde, Willigis recebeu uma boa educação e entrou a serviço do imperador Oto I, que o nomeou chanceler do Império. Em 975, com Oto II, Willigis foi feito arcebispo da cidade de Mogúncia (Mainz), e manteve o cargo de arquichanceler do Império.
Em março de 975, Willigis recebeu o pálio do Papa Bento VII, tornando-se Primaz da Alemanha. Foi o encarregado de coroar Oto III em Aquisgrão, no dia de Natal de 983, assim como Henrique II em Mogúncia, em junho de 1002.
Como arcebispo, Willings foi o responsável pela construção da Catedral de Mogúncia, consagrada por ele a 29 de agosto de 1009. O enorme edifício foi um símbolo do poder que tinha o arcebispo na Cristandade e no Império, que almejava transformar Mogúncia numa "Segunda Roma".